# Carlo Forteleoni
Carlo Forteleoni (Nuoro, 27 settembre 1941 – Porto Torres, 26 marzo 2013) è stato un politico italiano.

## Biografia
Laureato in scienze forestali, fu dirigente dell'Ente foreste della provincia di Nuoro e direttore del parco nazionale dell'Asinara. Trascorse alcuni anni in Marocco per conto della FAO, dove studiò il fenomeno della desertificazione.
Fu sindaco di Nuoro con i Popolari dal 1995 al 1999, primo sindaco eletto direttamente dai cittadini.
Sposato con Rossella Carboni, fu anche un conoscitore di musica tradizionale e fece parte come membro e come presidente del Coro di Nuoro.
Morì dopo una lunga malattia il 26 marzo 2013 a Porto Torres.